# 准格尔黄河大桥
准格尔黄河大桥，又称“荣乌高速公路小沙湾黄河大桥”，是位于中国内蒙古自治区呼和浩特市与鄂尔多斯市之间的一座公路斜拉桥，跨越黄河，连接东岸的清水河县和西岸的准格尔旗，是  荣乌高速十七沟至大饭铺段的控制性工程，桥梁全长1,277米，为双塔双索面预应力混凝土斜拉桥，最大塔高228.5米，桥面距河面高差近120米，大桥主跨440米，是内蒙古自治区及华北地区主跨最长的斜拉桥，被誉为“内蒙古第一斜拉桥”。大桥于2011年3月正式开工，2016年4月16日正式通車。

## 设计
主桥为双塔斜拉桥，采用空间双索面、双边箱形断面主梁、塔梁分离的半漂浮体系结构，跨径布置为：160+440+160米；东岸引桥为（4×30）米预制组合箱梁，西岸引桥为（13×30）米预制组合箱梁。全桥共有桩基208根。索塔采用双柱式变截面“A”形塔，空心薄壁结构，其中东岸7号主塔高128.3米，西岸8号主塔高228.5米。
主梁在塔墩上设置竖向支承，并且在两个边跨各设置一个辅助墩，以调节主梁和索塔的内力及变形，提高主跨刚度，缓和端支点负反力。大桥采用双向四车道高速公路标准，由中交第二航务工程局有限公司承建。

## 历程
- 2011年3月，大桥正式开工。[2]
- 2012年4月6日，大桥全部桩基施工完成。[2]
- 2013年10月16日，大桥7号主塔顺利封顶。[4]
- 2014年2月，大桥进入主梁施工期。[1]
- 2014年4月5日，大桥7号塔主梁0号块混凝土完成浇筑。[1]
- 2016年4月16日，大橋正式通車。[3]